# لوران مکنت
لوران مکنت (انگلیسی: Laurent Macquet؛ زادهٔ ۱۱ اوت ۱۹۷۹) بازیکن فوتبال اهل فرانسه است.
از باشگاه‌هایی که در آن بازی کرده‌است می‌توان به باشگاه فوتبال ونس، باشگاه فوتبال رویال شارلوا، و باشگاه فوتبال کن اشاره کرد.